# César Rivas
César Augusto Rivas Lasso (Puerto Tejada, 28 de junio de 1979) es un exfutbolista colombiano naturalizado ecuatoguineano que jugaba como delantero y su último equipo fue The Panthers FC de Guinea Ecuatorial.

## Selección nacional
En Deportes Tolima llega a compartir la delantera con Carlos Quintero y Luis Tejada.
En Independiente Medellín coincide con Aldo Bobadilla y Felipe Pardo.
Durante 2011 y 2012, Rivas coincidió en el Fortaleza con Rolan De la Cruz, un colombiano que ya había sido nacionalizado por Guinea Ecuatorial, en la maniobra que tiene el país africano para reforzar su selección, buscando jugadores negros -no necesariamente de ascendencia ecuatoguineana o que hayan vivido en Guinea Ecuatorial, como sucede en la mayoría del mundo cuando un jugador es nacionalizado- que no hayan representado a su país de origen y a cambio de una buena suma económica.
Invitado por De la Cruz para integrar la selección de Guinea Ecuatorial, que ya contaba con otros dos colombianos (Fernelly Castillo y Danny Quendambú) venidos por las mismas vías, Rivas aceptó la propuesta. A principios de 2013, el Ministerio de Deportes de Guinea Ecuatorial aprovechó el cambio presidencial de la Federación Ecuatoguineana de Fútbol (FEGUIFUT) y la falta de un seleccionador (que al poco tiempo sería contratado el español Andoni Goikoetxea) e hizo la convocatoria para el partido contra Cabo Verde de la eliminatoria mundialista para Brasil 2014, en la cual Rivas y otro excompañero del Fortaleza (Yoiver González) fueron incluidos, junto a De la Cruz, que ya jugaba en un club local de Guinea Ecuatorial. Rivas -quien en el país africano fue llamado por su nombre de pila (César)- jugó el segundo tiempo de un partido preparatorio contra una selección beninesa compuesta por jugadores locales y el equipo ganó por 3 a 0, marcando el último gol.
Oficialmente, debutó el 24 de marzo de 2013 contra Cabo Verde, jugando todo el segundo tiempo y dando la asistencia del tercer gol a Emilio Nsue, estrella del combinado africano. En junio de ese mismo año, Rivas fue titular en otros dos partidos oficiales, contra Cabo Verde y Túnez. Los dos partidos ante los caboverdianos fueron dados por perdidos 0-3 debido a la participación de Nsue, nacido y criado en España de padre ecuatoguineano, que jugó un mundial juvenil para el conjunto ibérico y la FEGUIFUT falló en tramitar su nacionacionalidad FIFA.
A mediados del 2013 llega junto a su compatriota Héctor Ramírez al Alfonso Ugarte de Puno para afrontar la Segunda División Peruana.

## Clubes
| Club                        | País                         | Año                 | Partidos | Goles |
| --------------------------- | ---------------------------- | ------------------- | -------- | ----- |
| Selección Guinea Ecuatorial | Bandera de Guinea Ecuatorial | 2013-2014           | 6        | 1     |
| Deportes Tolima             | Colombia                     | 2000-2009           | 219      | 26    |
| Independiente Medellín      | Colombia                     | 2009-2010           | 22       | 1     |
| Deportivo Pereira           | Colombia                     | 2010                | 10       | 1     |
| Fortaleza F. C.             | Colombia                     | 2011–2013           | 48       | 13    |
| Alfonso Ugarte (Puno)       | Perú                         | 2013                | 5        | 1     |
| The Panthers FC             | Guinea Ecuatorial            | 2015                | ?        | ?     |
| Total en su carrera         | Total en su carrera          | Total en su carrera | 310+     | 43+   |

## Palmarés

### Títulos nacionales
| Título              | Club                   | País     | Temporada |
| ------------------- | ---------------------- | -------- | --------- |
| Categoría Primera A | Deportes Tolima        | Colombia | 2003-II   |
| Categoría Primera A | Independiente Medellín | Colombia | 2009-II   |